# Maladie de Degos
Pour les articles homonymes, voir Degos.
 Mise en garde médicale
La maladie de Degos (aussi appelée papulose atrophiante maligne) est une vasculopathie extrêmement rare qui affecte le revêtement intérieur des petites et moyennes veines, ce qui entraîne l'occlusion (blocage du vaisseau) et des infarctus du tissu.
La maladie prend son nom de Robert Degos qui l’a reconnue comme une entité clinique en 1942, après qu'elle a été décrite, en premier, par l'anatomopathologiste autrichien Walter Köhlmeier en 1941.

## Cause
Elle est inconnue. Il existe peut-être une participation génétique avec l'existence de formes familiales. Il semble exister une dérégulation de la réponse à l'interféron-alpha.

## Épidémiologie
Il y a moins de cinquante malades vivants, dans le monde à ce jour. Moins de 200 cas ont été rapportés dans la littérature médicale. Elle est plus fréquente chez l'adulte de type caucasien.

## Description
Les vaisseaux sanguins affectés sont ceux qui fournissent la peau, le tube digestif et le système nerveux. Cela conduit à une ischémie de l'intestin avec possible perforation, des lésions chroniques de la peau, lésions oculaires, accidents vasculaires cérébraux, lésions de la moelle épinière, mononévrite multiple (anciennement dénommée multinévrite), épilepsie, maux de tête ou troubles cognitifs. Des épanchements pleuraux ou péricardiques sont également signalés.
Sa similitude avec le lupus érythémateux disséminé ou simplement cutanée a été soulignée.

## Évolution
Cette maladie peut-être fatale au bout de 2 ou 3 ans en moyenne, bien que dans certains cas, une forme bénigne puisse apparaitre (on parle alors d'acanthose de Degos) qui affecte uniquement la peau. Cette forme atteint plutôt les femmes, sans spécificité biologique.

## Traitement
Les options de traitement sont limitées. Elles consistent principalement à des médicaments antiplaquettaires, anticoagulants ou des immunosuppresseurs. Le traitement par antiagrégants plaquettaires permet parfois une rémission des signes cutanés, récidivant à leur arrêt.